# Savoia-Marchetti SM.79
El Savoia-Marchetti SM.79 era el bombarder més utilitzat per les forces aèries italianes durant la Segona Guerra Mundial, i gairebé es podria dir que es va estrenar en la Guerra Civil espanyola. També es va destacar el seu ús com a torpediner en el Mediterrani.
Conegut com a Sparviero (Esparver) per la disposició de l'Estat Major de la Regia Aeronautica de l'11 d'octubre del 1940, en l'intent d'interessar al públic en la marxa de la guerra aèria, i el mitjà d'orientar-lo en els tipus d'avions més comunament utilitzats. Un altre mot conegut, és la gepa de darrere la cabina, anomenada Gobbo Maledetto (Damned Hunchback, en anglès) o com diríem nosaltres, gepa maleïda, mot donat pels pilots de la RAF, per com de difícil que era atacar aquest avió, per les metralladores que hi duia.

## Història
Dissenyat per l'enginyer Alessandro Marchetti, l'any 1934, en l'intent de fer un avió de passatgers d'unes 8 places, capaç de guanyar la cursa Londres – Melbourne, però el prototip no va arribar a temps. No obstant això, sí que va establir el rècord Roma – Milà, en un temps d'una hora i deu minuts, aconseguint una velocitat mitjana de 410 km/h. També va aconseguir altres victòries en velocitat com ara:
- Rècord Roma – Massaua (Eritrea) en 12 hores, amb aturada per recarregar combustible al Caire
- 1937: rècord de velocitat en circuit tancat de 2.000 km amb una mitjana de 428 km/h, i arribant a una punta de 444 km/h.
- En el mateix any i dins de l'esquadrilla Il Sorci Verdi (Les rates verdes), en la qual hi havia el fill de Benito Mussolini, Bruno Mussolini, va participar en la cursa Istre – Damasc – París, obtenint els tres primers llocs, essent els equips formats per: primer S. Cupini i A. Paradisi segon U. Fiori i G. Lucchini tercer A. Biseo i B. Mussolini.[1]

- També el 1937, els 1.000 km amb càrrega de 5.000 kg, arribant a una mitjana de 402 km/h, governat pels capitans G.B. Luccchini i A. Tivegna.[1]
- El gener de 1939 i amb tres aparells del model SM.79T, els capitans A. Biseo, B. Mussolini i A. Moscatelli van comandar la travessia de demostració Guidonia – Dakar – Rio de Janeiro, arribant amb 24 hores i 12 minuts, i el capita Moscatelli va acabar la travessia amb dos motors, per avaria d'una hèlix a Natal (Capital de Rio Grande, Brasil), en arribar a la fi, les Forces Aèries del Brasil, va comprar dos aparells i l'altre el va regalar l'Estat italià.

Ens trobem, doncs, amb un aparell construït de manera mixta amb l'esquelet del fuselatge metàl·lic i en la part anterior folrat amb contraxapat i alumini, mentre que la posterior el folre era de tela i contraxapat, les ales eren de fusta amb un diedre de 1,5º,sent les superfícies de control també de major manera de fusta, duien flaps d'hipersustentació a la vora d'atac. Els tres motors, en principi eren uns Piaggio P.XI Stella RC.2 de 9 cilindres en estrella i 750 CV, però de seguida es van canviar per uns Alfa Romeo 126 RC.36, també de 750 CV, que movien hèlixs de tres pales amb pas graduable hidràulicament, igual que el tren d'aterratge retràctil (les rodes s'encabien en les góndoles darrere dels motors). S'escau que hi havia una bomba hidràulica a bord que abastia aquestes necessitats, com també el desencasquetament de les metralladores. Cal remarcar que en la versió militar la cabina disposava d'unes portelles al sostre perquè els pilots poguessin sortir per llençar-se en paracaigudes o en cas d'amaratge.
Així va ser que el 8 d'octubre de 1934, i pilotat per Adriano Bacula, va realitzar el seu primer envol, demostrant ser un aparell ràpid, i amb notables característiques aeronàutiques, tot i que no gaire estable en cas d'haver-hi vent.

## Dades tècniques
- Llargada: 15,60 metres

- Amplada: 21,20 metres

- Alçària: 4,60 metres

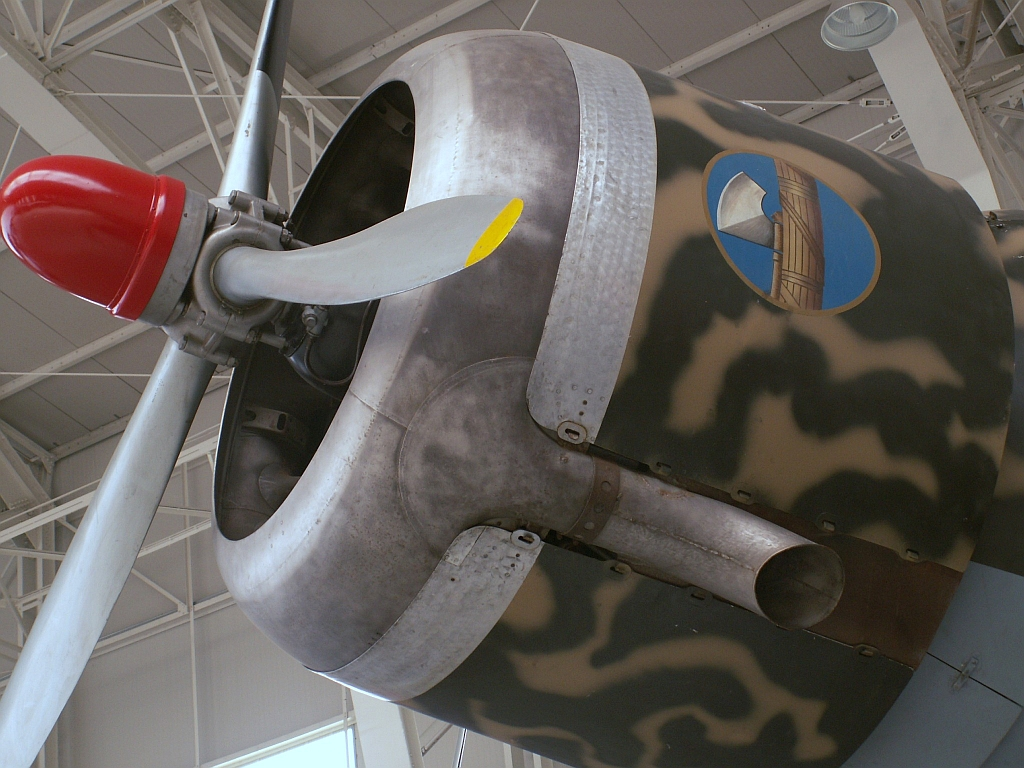
Detall d'un motor del SM.79 existent en el museu Storico dell'Aeronautica a Vinya di Valle

- Pes en buit: 6.800 kilograms, Pes a l'envol: 10.500 kilograms

- Velocitat màxima: 430 km/h a 4.000 metres, Velocitat de Creuer: 260 km/h

- Sostre: 7.000 metres, Autonomia: 1.900 kilòmetres (en vuit)

- Tripulació: 4/5 persones

- Armament: 3 metralladores repartides entre: 1 fixa endavant (posteriorment substituïda per un canó Breda M 35 de 20 m/m), 1 mòbil endarrere en la torreta dorsal darrere de la cabina de pilotatge, i un altre en la torreta ventral (que també servia de lloc de bombarder) Breda-Safat de 12,7 m/m, 1 metralladora desplaçable als laterals, Lewis de 7,7 m/m i fins a 1250 kg de bombes o torpedes (2).

## Teatre d'operacions

### Estat espanyol
El SM.79K, va tenir el bateig de foc a Espanya, el febrer de 1937, incorporant-se a l'Aviació legionària, de les forces italianes que combatien a favor dels sublevats, per reforçar els Savoia-Marchetti SM.81, ja que eren millors i, per tant, no tan abastables pels avions de caça de l'enemic. De fet, dels aproximadament 90 exemplars que van arribar a Espanya, només cinc van ser abatuts, i dos van ser-ho per foc d'antiaeri. Es va guanyar a pols la fama de ser un avió dur i efectiu.
Va operar amb els grups 27 i 28 en les “Falchi delle Baleari” (Falcons de les Balears) atacant els fronts català i llevantí (les famoses “Pavas”). En el Bombardeig de Barcelona del 30 de gener de 1938 van causar 210 morts i 125 ferits, i van destruir totalment o parcialment 87 edificis, i en el bombardeig massiu que va començar el 16 de març i va durar tres dies, van causar la mort de 815 persones. I en els grups 29 i 30 “Sparvieri” (Esparvers) en les batalles de Belchite, i Terol.
Al final de la guerra restaven operatius uns 80 aparells, incorporats a l'Ejército del Aire amb la sigla B-1, i van constituir durant molt de temps el pal de paller dels bombarders.

### Itàlia
En el començament de la seva vida, era un aparell civil, destinat sobretot a la conquesta de rècords i clients que el volguessin comprar. Però de seguida se'n va veure la capacitat com a bombarder i ràpidament va ser adoptat per la “Regia Aeronautica”.
Al començament de la Segona Guerra Mundial, la Regia Aeronautica disposava d'uns 590 aparells, disposats en 14 Stormi (Grups aéris), de 4 squadriglie (esquadrilles) cadascun. Distribuïts de la següent manera: 3 grups en la península d'Itàlia, 4 a Líbia, 5 a Sicília i 2 a Sardenya. Dues esquadrilles de la península van operar contra el sol francès, mentre que tres de les esquadrilles líbies, entraven en confrontació amb les forces franceses destacades a Tunis. Quan va començar la campanya de Grècia, és quan van començar a operar els grups de “Aerosiluranti” (Torpediners), causant molts mals de cap a la flota aliada, que abastia l'Àfrica i que lluitava en els fronts de la Mediterrània oriental. Durant aquesta campanya, van enfonsar els destructors HMS Husky, HMS Jaguar, HMS Legion i HMS Southwall, van danyar seriosament el cuirassat HMS Malaya, i els portaavions HMS Indomitable, HMS Victorius i HMS Argus, fins a 1943 van provocar l'enfonsament de 94 vaixells, amb un total de 708.500 Tm.
A l'Àfrica i mentre bombardejaven ciutats dels protectorats aliats, per exemple Halfaya, Marsa Matruh, Sidi Barani i Sollum, van tindre els primers contactes amb avions de la RAF, que l'hi van donar el mot de Gobbo Maledetto a la gepa característica d'aquest avió.
La majoria d'aquests avions, van ser destruïts en bombardejos aliats, o bé van quedar inoperants per manca de recanvis. A la Capitulació de Badoglio, només restaven operatius 36 aparells, i 21 d'ells van volar al sud per formar part de la “Aeronautica Cobelligerante Italiana”, de la resta la Luftwaffe es va quedar alguns aparells, i els va fer servir com a transports.
Després de l'armistici de 1943, els exemplars que van restar es van emprar com a transports, 4 es van vendre en 1950 a les Forces Aèries del Líban.

### Altres teatres d'operacions
- Alemanya, la Luftwaffe, va utilitzar aparells d'aquest tipus, requisats de les restes de la força aèria italiana, després de la capitulació italiana.
- Brasil, el Serviço de Aviação Militar, va obtenir 3 aparells 'SM.79T, després del raid.
- Croàcia, Zrakoplovstvo NDH aparells adquirits després de la caiguda del regne de Iugoslàvia, Jugoslovensko Kraljevsko Ratno Vazduhoplovsko i Pomorska Avijacija.
- Líban, Al-Quwwat al Jawwiyya al Lubbnaniyya 4 aparells del model SM.79L, comandats en 1946 i entregats en 1949.
- Regne Unit, 4 aparells requisats al regne de Iugoslàvia, incorporats en l'esquadró de la RAF Nº 117, i combatent en el teatre migoriental.
- Romania, Fortele Aeriene Regale ale României, 24 bimotors SM.79B, més sis JIS 79 i posteriorment fabricació pròpia de 72 JRS 79B, fabricats per Industrie Aeronautica României.

## Models
- SM.79P

Prototip de passatgers, tres motors Piaggio P.XI Stella RC.2 de 9 cilindres en estrella i 750 CV. Matricula I-MAGO
- SM.79CS (Corsa Sportiva, cursa esportiva)

Model de curses per batre rècords, equipat amb motors Piaggio P.XI RC.40 de 1.000CV.
- SM.79T (Tanslatlantico, transatlàntics)

Especials per fer la travessia a l'Atlàntic, comprats 2 per les forces aèries del Brasil, i l'altre regalat pel govern italià.
- SM.79K

Model de bombarder militar, equipat amb motors Alfa Romeo 126 RC.34 de 750 CV. Equipat també amb suports per torpedes.
- SM.79S (Silurante, torpediner)

Model militar exclusiu per torpediner. S'elimina la torreta ventral (no feia falta).
- SM.79GA (Grande Automnomia)

Model equipat amb dipòsit especial al fuselatge.
- SM.79B (Bimotore), (també anomenat S.79/A.80)

Model especial per a Romania, de dos motors Fiat A.80 RC.41 de 18 cilindres en estrella (9+9) i 1.000 CV a 2.100 RPM a 4.100 metres. Morro amb cristallera.
- SM.79B/A.80

Model especial per al Líban.
- JIS 79 (Jumo Itàlia Savoia)

24 bimotors construïts per a Romania amb motors Junkers Jumo 211 Da de 12 cilindres en V invertida de 1.200 CV a 2.600 RPM.
- JRS79B (Jumo Romania Savoia)

79 bimotors fabricats amb llicència per IAR (Romania), amb motors Junkers Jumo 211 Da. Equipats amb habitacle per un cinquè tripulant, i canó Ikaria de 20 m/m (model JRS79B1)

## Aparells romanents

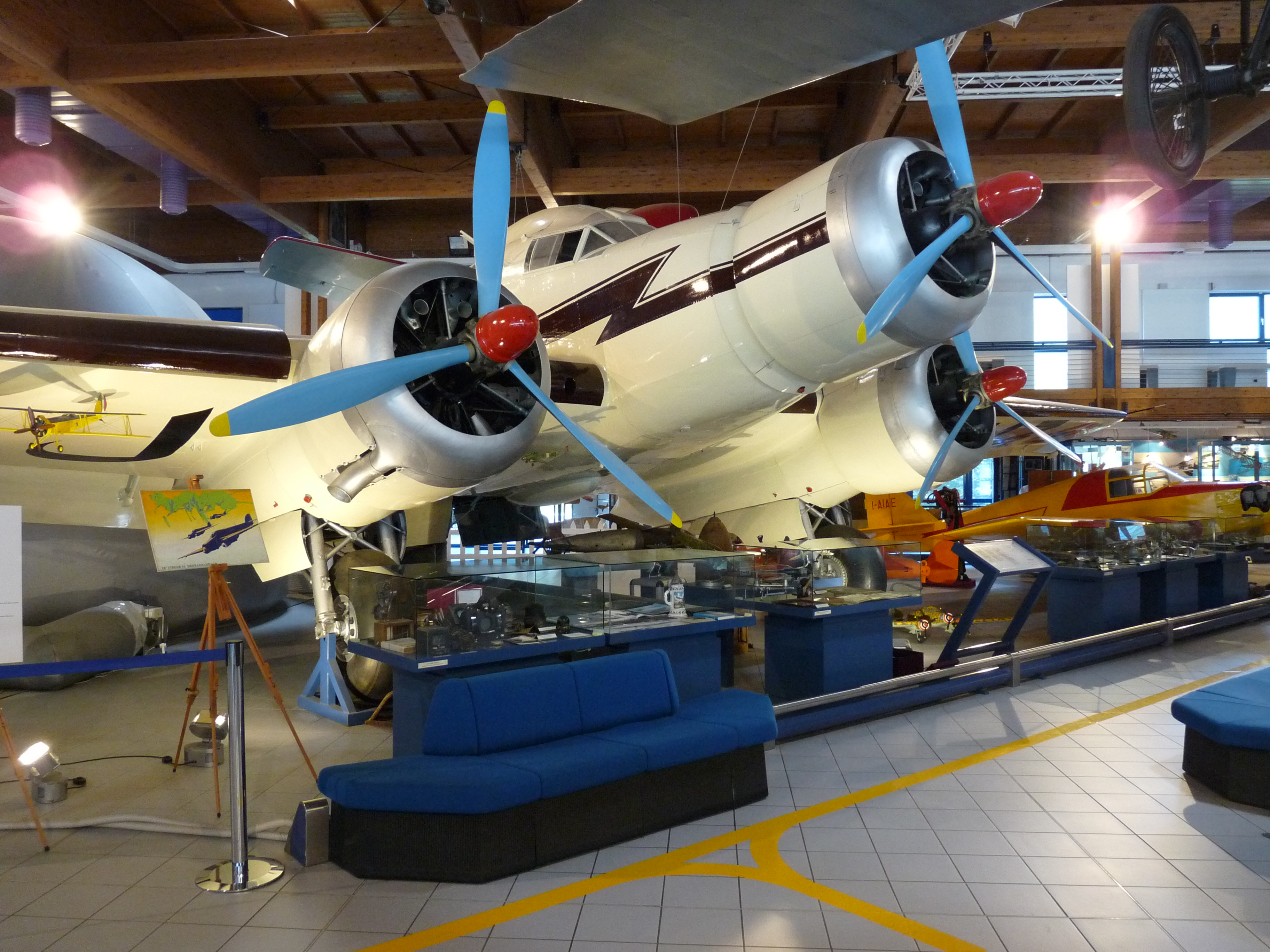
Aparell existent en el museu Caproni a Trento

Hi ha dos aparells que van sobreviure a Itàlia: un en el museu Caproni a Trento, i l'altre en el museu Storico dell'Aeronautica a Vinga di Valle, procedents dels aparells del Líban.